# Austrochorema wenta
Austrochorema wenta là một loài Trichoptera trong họ Hydrobiosidae. Chúng phân bố ở miền Australasia.